# لوسي فراي (ناشطة حقوق إل جي بي تي)
لوسي فراي (بالإنجليزية: Lucy Frey)‏ هي ناشطة حقوق إل جي بي تي أمريكية، ولدت في 1932 في الولايات المتحدة.